# Chambre de commerce et d'industrie de Colmar et du Centre-Alsace
La chambre de commerce et d'industrie Colmar et du Centre-Alsace est l'une des deux CCI du département du Haut-Rhin. Son siège est à Colmar au 1, place de la Gare.
Elle fait partie de la chambre régionale de commerce et d'industrie d'Alsace.

## Missions
À ce titre, elle est un organisme chargé de représenter les intérêts des entreprises commerciales, industrielles et de service du Haut-Rhin et de leur apporter certains services. C'est un établissement public qui gère en outre des équipements au profit de ces entreprises.
Comme toutes les CCI, elle est placée sous la double tutelle du Ministère de l'Industrie et du Ministère des PME, du Commerce et de l'Artisanat.
C'est la CCI des arrondissements de Colmar, de Guebwiller et de Ribeauvillé. Elle est le "parlement" et le porte-parole de 9 500 entreprises de l'industrie, du commerce et des services de ces arrondissements.

### Service aux entreprises
- Centre de formalités des entreprises
- Assistance technique au commerce
- Assistance technique à l'industrie
- Assistance technique aux entreprises de service
- Point A (apprentissage)

### Gestion d'équipements
- Port de plaisance de Colmar ;
- Port rhénan de Colmar/Neuf-Brisach ;
- Divers bâtiments industriels et tertiaires.

### Centres de formation
- Centre d'études des langues (CEL)

## Historique
Jusqu'en 2007, l'Aéroport de Colmar - Houssen était géré par la chambre.

## Pour approfondir